# Stabilimento Alfa Romeo di Pomigliano d'Arco
Lo stabilimento Alfa Romeo di Pomigliano d'Arco, precedentemente noto come Alfasud di Pomigliano e ridenominato nel 2008 stabilimento "Giambattista Vico" in memoria del filosofo napoletano, è una fabbrica collocata nell'area nord est della città metropolitana di Napoli, insiste nel comune di Pomigliano d'Arco ed in una parte meno ingente nel confinante comune di Acerra. L'intero complesso industriale è di proprietà del gruppo Stellantis. Dal 1910 nel logo dell'Alfa Romeo è stata presente la scritta Milano, eliminata nel 1972 in seguito all'apertura dello stabilimento di Pomigliano.
Progettato nel 1968 dall'Alfa Romeo cominciò la produzione di autoveicoli nel 1972. A partire da novembre 2011, nello stabilimento viene prodotta la Fiat Panda. Il 28 giugno 2013 l'impianto industriale è stato insignito della Medaglia d'oro nel World Class Manufacturing, metodo di qualifica dei processi delle organizzazioni manifatturiere basato sull'integrazione delle filosofie produttive del Lean Manufacturing, del Total Productive Maintenance e del Total Quality Management.

## Storia

### Il primo stabilimento

Lo stabilimento Alfa Romeo di Pomigliano d'Arco nel 1940

Nel 1938 l'Istituto per la Ricostruzione Industriale incaricò l'Alfa Romeo di fondare nel Sud Italia un Centro Industriale Aeronautico con abbinato un piccolo aeroporto. La scelta ricadde su Pomigliano d'Arco e grazie all'opera dell'ingegnere Ugo Gobbato si diede vita ad un Centro Aeronautico tecnologicamente all'avanguardia, in grado di produrre motori per l'epoca tecnologicamente evoluti. Per migliorare le condizioni di vita dei dipendenti, per i residenti in zona, fu realizzato ex novo un intero quartiere con circa cinquecento abitazioni ognuna delle quali disponeva di un piccolo giardino, mentre per i forestieri fu costruito un albergo di circa settecento posti. Lo stabilimento di Pomigliano d'Arco, negli anni quaranta, raggiunse uno standard qualitativo ed un livello di avanzamento tecnologico tali da far annoverare il sito produttivo tra le migliori fabbriche del periodo.
Nel 1942 ebbe inizio la produzione della serie di motori Daimler-Benz, tra i più usati dalle società tedesche. Nel 1943 il complesso aeronautico venne ultimato con altri due centri di produzione, per "strutture complete" e "leghe leggere". La seconda guerra mondiale lasciò molti segni anche negli stabilimenti dell'Alfa Romeo, considerati molto importanti per l'approvvigionamento bellico. A causa della sua importanza strategica il 30 maggio 1943 lo stabilimento di Pomigliano subì un pesante bombardamento che determinò l'abbattimento di oltre il 70% della struttura, cagionando la chiusura del sito produttivo.

### La ricostruzione

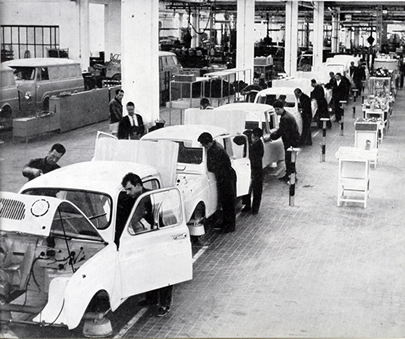
Lo stabilimento Alfa Romeo di Pomigliano d'Arco durante la produzione della Renault 4 Alfa Romeo

La produzione di motori aerei ricominciò soltanto nel 1952, quando venne completata la ricostruzione della città e dello stabilimento. È a partire da quegli anni che l'Alfa Romeo iniziò le sue accreditate associazioni con i più qualificati gruppi della motoristica aeronautica; contestualmente, il polo industriale si dedicò anche alla produzione di veicoli commerciali e industriali della casa del Biscione.
Nel frattempo Finmeccanica aveva fondato, in una parte del Centro Aeronautico, le "Officine di Costruzioni Aeronautiche e Ferroviarie Aerfer". Inizialmente vi si realizzarono prodotti ferroviari e autofilotranviari poi l'"Aerfer" operò anche per la produzione su commessa di parti di aviogetti da combattimento per l'aeronautica statunitense e della NATO. Proprio attraverso l'esperienza di costruzione di queste parti, a partire dalla seconda metà degli anni cinquanta, lo stabilimento di Pomigliano cominciò ad essere sede dello sviluppo e della realizzazione di nuovi prototipi da caccia leggeri, i cui progetti erano stati sostenuti finanziariamente dagli Stati Uniti
Negli anni sessanta l'aeroporto di Pomigliano cessò definitivamente la sua funzione, lasciando il posto alla tipica fabbrica fordista, che fonda i suoi processi su una forte meccanizzazione del lavoro avvalendosi di manodopera non altamente specializzata. Negli intenti dell'Alfa Romeo nacque in quel periodo l'idea di introdurre nella gamma una vettura di fascia piccola che andasse maggiormente incontro alle esigenze degli italiani, ma per evitare una concorrenza con la Fiat (allora leader nazionale di mercato in questo settore), senza dover rischiare ingenti perdite di denaro si scelse invece di non progettare un'auto completamente nuova da zero, stringendo piuttosto un accordo con la Renault per produrre su licenza il modello R4, destinato al mercato italiano. L'Alfa Romeo costruì la Renault 4 tra il 1962 ed il 1964 sia presso lo stabilimento del Portello di Milano che a Pomigliano. Le scocche della vettura venivano prodotte in Francia, mentre negli impianti italiani si effettuava l'assemblaggio finale, incluso il montaggio della meccanica e degli interni. La Renault 4 Alfa Romeo (questo il nome della vettura) venne venduta dalla società Sviluppo Automobilistico Meridionale, sfruttando la rete commerciale italiana della casa francese.

### La nascita dell'Alfasud

Scorcio di un reparto produttivo di componentistica di aerei dello stabilimento Alfa Romeo di Pomigliano d'Arco

Durante la seconda metà degli anni sessanta la produzione di automobili Alfa Romeo in Italia avveniva principalmente nel nuovo stabilimento Alfa Romeo di Arese, inaugurato nel 1963, e nello storico stabilimento Alfa Romeo del Portello di Milano, risalente al 1906; vedendo il centro industriale di Pomigliano d'Arco ancora impegnato nella fabbricazione di motori aeronautici, tramite l'Alfa Romeo Avio, e nei veicoli commerciali, attraverso la società Apomi.
Alla fine degli anni sessanta Giuseppe Luraghi decise il rifacimento dello stabilimento di Pomigliano, che prevedeva la sua trasformazione in un impianto automobilistico a tutti gli effetti. Il progetto di assemblare un modello di medie dimensioni Alfa Romeo in Italia meridionale risaliva comunque agli anni cinquanta anche se, per varie vicissitudini, fu reso operativo solo negli anni settanta. Uno dei motivi che spinse Luraghi a investire nel Sud Italia fu il tentativo di limitare l'emigrazione meridionale verso le fabbriche del Nord, portando quindi il lavoro nelle zone di origine del fenomeno. In questo modo, secondo Luraghi, si sarebbe limitata la nascita di quei problemi sociali e di integrazione che scaturivano dal massiccio esodo di migranti verso le regioni settentrionali. Nasceva così il progetto denominato "Alfasud".
Lo stabilimento per la fabbricazione di automobili fu realizzato in tempi rapidi sui terreni dell'ex aeroporto. Nel 1967 iniziò, contemporaneamente, la progettazione dello stabilimento e del nuovo modello di auto (l'Alfasud), entrambe sotto la responsabilità tecnica dall'ingegnere Rudolf Hruska, uno dei più importanti tecnici della scena internazionale, già "braccio destro" di Ferdinand Porsche e consulente FIAT, SIMCA ed Abarth.

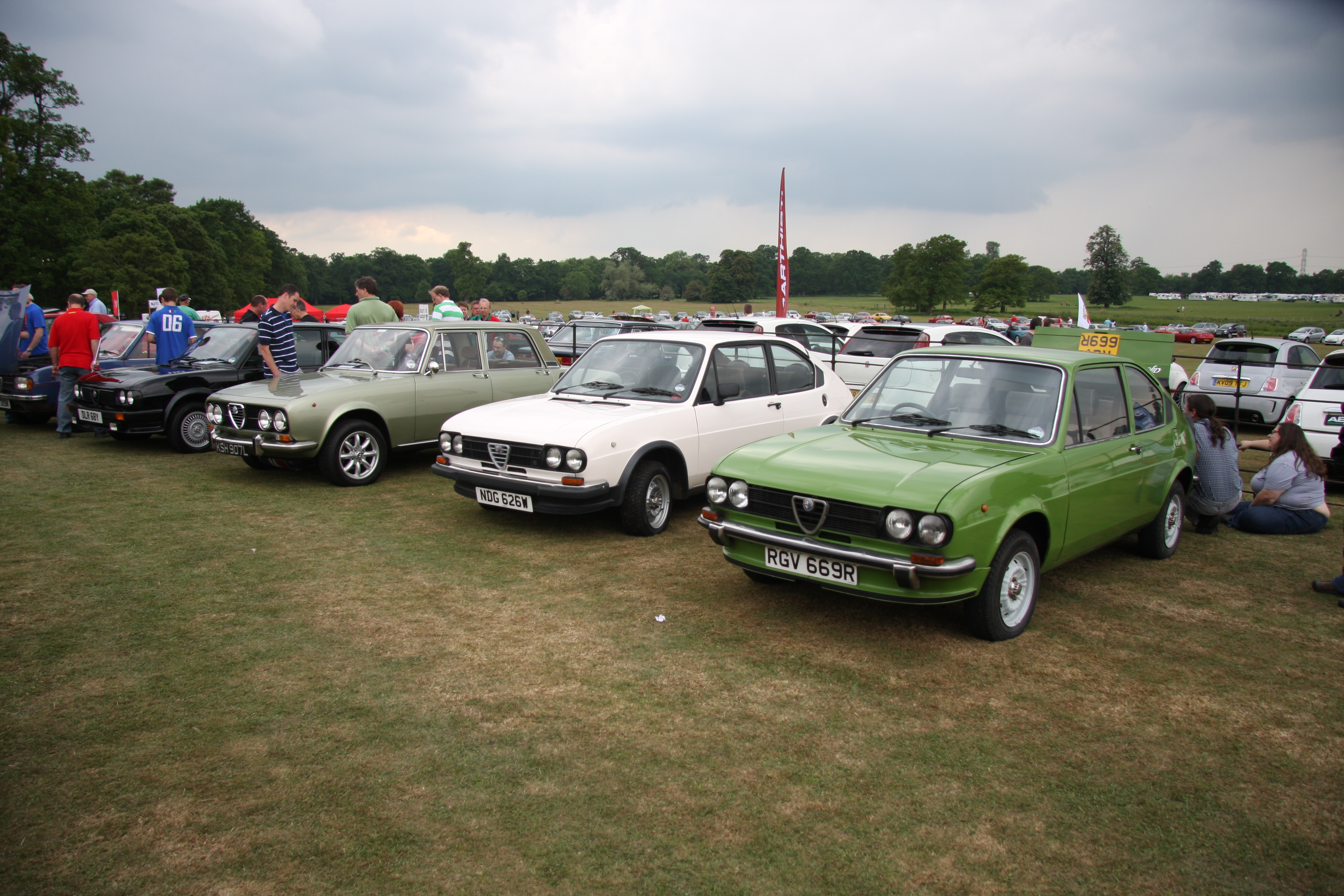
Da destra a sinistra la prima e la seconda serie della "Alfasud Ti", la "Alfa Romeo 2000 Berlina" (che fu invece prodotta nello stabilimento Alfa Romeo di Arese) e la terza serie della "Alfasud Ti"

La gestione dell'operazione, capitanata da Hruska, fu resa completamente autonoma attraverso la creazione dell'Alfasud S.p.A., con sede a Pomigliano d'Arco, che operava, nel completamento dello stabilimento e nella progettazione del nuovo modello, in maniera formalmente indipendente dalla cosiddetta "Alfanord" di Arese.
Il 15 gennaio 1968, dopo decine di progetti proposti e discussi, venne presentato il piano generale per la realizzazione dello stabilimento Alfasud di Pomigliano d'Arco, che prevedeva la costruzione dei nuovi capannoni e l'inizio produttivo dell'attività nel gennaio 1972.
L'Industria Napoletana Costruzione Autoveicoli Alfa Romeo - Alfasud S.p.A. nacque il 17 gennaio 1968 con azionisti Alfa Romeo (88%), Finmeccanica (10%) e IRI (2%). Per il progetto furono stanziati poco più di 300 miliardi di lire finanziati in gran parte dalla Cassa del Mezzogiorno e dal Banco di Napoli.
La posa della prima pietra avvenne alle ore 13.15 del 28 aprile 1968, officiata dal presidente del consiglio Aldo Moro e alla presenza dei ministri Bo, Colombo e Pieraccini.
Nonostante numerosi ritardi, dovuti anche ai molti scioperi indetti dagli operai, Hruska riuscì a completare le opere e dare inizio alla produzione, con soli tre mesi di ritardo, nell'aprile 1972. Fatto più unico che raro, nella storia delle opere pubbliche italiane, la spesa complessiva per la realizzazione dello stabilimento risultò inferiore di 25 miliardi di lire, rispetto ai 300 miliardi stanziati.
La prima vettura ad essere prodotta a Pomigliano d'Arco fu l'Alfasud, cioè un modello medio-piccolo che segnò l'esordio della casa del Biscione in questo segmento e che venne assemblata a partire dal 1972. Questa è stata la prima auto dell'Alfa Romeo a trazione anteriore, infatti fino ad allora le vetture prodotte dalla casa erano tutte a trazione posteriore.
Il modello dell'Alfasud venne presentato nel 1971 al salone dell'automobile di Torino ed entrò in produzione l'anno seguente. Si trattava di una berlina a due volumi con coda fastback e quattro porte (il portellone posteriore arrivò solo nel 1982).
La commercializzazione delle prime serie diede enormi frutti infatti le vendite in quegli anni ammontarono a circa settantamila veicoli, pur evidenziando alcune problematiche di corrosione dei lamierati. Nel 1975 alla versione berlina si accostò la variante "Giardietta" a tre porte, seguita nel 1976 dal debutto della coupé "Alfasud Sprint".

### Gli anni ottanta

Montaggio organi meccanici Alfasud Sprint all'interno dello stabilimento Alfa Romeo di Pomigliano d'Arco

Nel 1982, in virtù di un piano di ristrutturazione aziendale teso a rilanciare l'occupazione nell'impianto, sulla base della rapida contrazione della domanda di autovetture sportive dovuta soprattutto al rialzo del prezzo della benzina, l'Alfasud S.p.A. cambiò nome in "I.N.C.A. Investimenti", avviando con tale atto i lavori per l'erede dell'Alfasud, che uscirà di produzione nel corso del 1984, sia nella versione berlina che Giardinetta, dopo circa 893.719 esemplari (la versione coupé "Sprint" resterà in produzione fino al 1989).
Il modello venne sostituito l'anno prima dall'Alfa Romeo 33, una berlinetta 5 porte disegnata da Ermanno Cressoni, la quale si rivelò innovativa per l'epoca. Dalla vecchia Alfasud la nuova 33 ereditava alcuni organi meccanici come i motori boxer (cercando di contenerne i consumi), la posizione della pedaliera e il pianale di base che era stato aggiornato, mentre l'impostazione della vettura era del tutto inedita e comportò investimenti consistenti per riaggiornare le linee produttive dello stabilimento. Proprio con la 33 furono automatizzati i processi produttivi con l'introduzione dei nuovi robot. Proposta inizialmente solo in versione berlinetta 5 porte, nel 1984 si aggiunse la versione station wagon denominata 33 Giardinetta e successivamente 33 Sportwagon.
Sempre nel 1983 iniziò a Pomigliano anche la produzione di alcune componenti ed organi meccanici dell'Arna, la vettura di casa Alfa Romeo di fascia medio bassa, progettata grazie all'accordo con la Nissan e prodotta nello stabilimento di Pratola Serra (AV), generando notevoli ripercussioni negative sull'immagine del marchio e sui bilanci dell'azienda; del resto, nel 1986, l'IRI fu costretto a cedere la proprietà dell'Alfa Romeo alla Fiat e, pertanto, lo stabilimento entrò a far parte dei siti industriali controllati dal Gruppo Fiat.
Con la nuova gestione, in seguito alla costituzione dell'Alfa Lancia Industriale, lo stabilimento fu rinominato "Stabilimento Alfa-Lancia di Pomigliano d'Arco", vedendo come primo segno del nuovo corso l'interruzione delle attività in perdita legate all'Arna; di conseguenza venne avviato un piano straordinario per la salvaguardia dell'occupazione, con l'inizio dell'assemblaggio nel 1987 di alcuni esemplari della Autobianchi Y10 (marchio poi assorbito dalla Lancia).
Nel 1989 terminato il ciclo produttivo dell'Alfasud Sprint (venduta in circa 121.184 esemplari e chiamata semplicemente "Sprint" dopo l'uscita di scena delle versioni berlina e Giardinetta) la Fiat, dovendo fare i conti con una situazione del lavoro in fabbrica non ancora a pieno regime, decise di allestire a Pomigliano la produzione della Fiat Tipo; quest'ultima però veniva già prodotta nello stabilimento Fiat di Cassino e a Pomigliano si assemblavano solo parte dei componenti e i lamierati; per questo motivo la produzione cessò nel 1990 dopo nemmeno un anno, perché tale scelta si rivelò economicamente svantaggiosa (a Cassino si svolgeva la produzione completa del modello).

### Gli anni novanta e duemila

Scorcio di una linea di produzione dello stabilimento Alfa Romeo di Pomigliano d'Arco

Nonostante un clima di incertezza legato al destino dell'attività automobilistica, complice in quel periodo l'intenzione dei vertici Fiat di chiudere alcuni impianti nazionali giudicati improduttivi (principalmente in funzione dei mutati volumi di mercato), gli anni novanta segnano per Pomigliano un nuovo piano di investimenti, si allestiscono infatti nei capannoni le linee di produzione di alcuni modelli basati sulla piattaforma "Tipo" e sulle quali verranno prodotte l'erede dell'Alfa Romeo 75, ovvero l'Alfa Romeo 155, insieme alle nuove compatte del Biscione pensate per sostituire la 33.
La produzione della 155 prenderà corpo nel 1992, senza raccogliere i consensi di vendita sperati, soprattutto per il progetto troppo comune tecnologicamente ad altri modelli Fiat e poco conforme agli standard Alfa Romeo tipici di questo segmento; vista la scelta di non volerla progettare a trazione posteriore bensì anteriore, di modo da economizzare al massimo i costi di impiego delle componenti meccaniche già in uso su altre vetture del gruppo. Pertanto il modello, pur registrando ottime performance nelle versioni da gara elaborate per le competizioni, viene affiancato nel corso del 1993 dall'allestimento di un nuovo prodotto della galassia Fiat: la seconda generazione della Lancia Delta, basata anch'essa sul medesimo pianale e proposta inizialmente con carrozzeria hatchback 5 porte, e successivamente, nella declinazione 3 porte stile coupé denominata HPE (High Performance Estate).
Accanto alla Delta proseguono intanto nello stabilimento i lavori per allestire le linee delle nuove compatte del Biscione: le Alfa Romeo 145 e 146. La 145 sarà una due volumi sportiva che raccoglierà secondo gli intenti dei progettisti l'eredità dell'Alfasud Sprint, mentre la 146 si rivolgerà sostanzialmente a una platea più ampia di clienti, data la presenza dell'impostazione a 5 porte come degna erede della 33 berlina; entrambe inizieranno ad essere prodotte tra il 1994 e il 1995. Sempre nel 1995 uscirà di produzione, dopo 12 anni di onorata carriera, la 33 (prodotta in 989.324 esemplari di cui 866.958 berline e 122.366 station wagon).

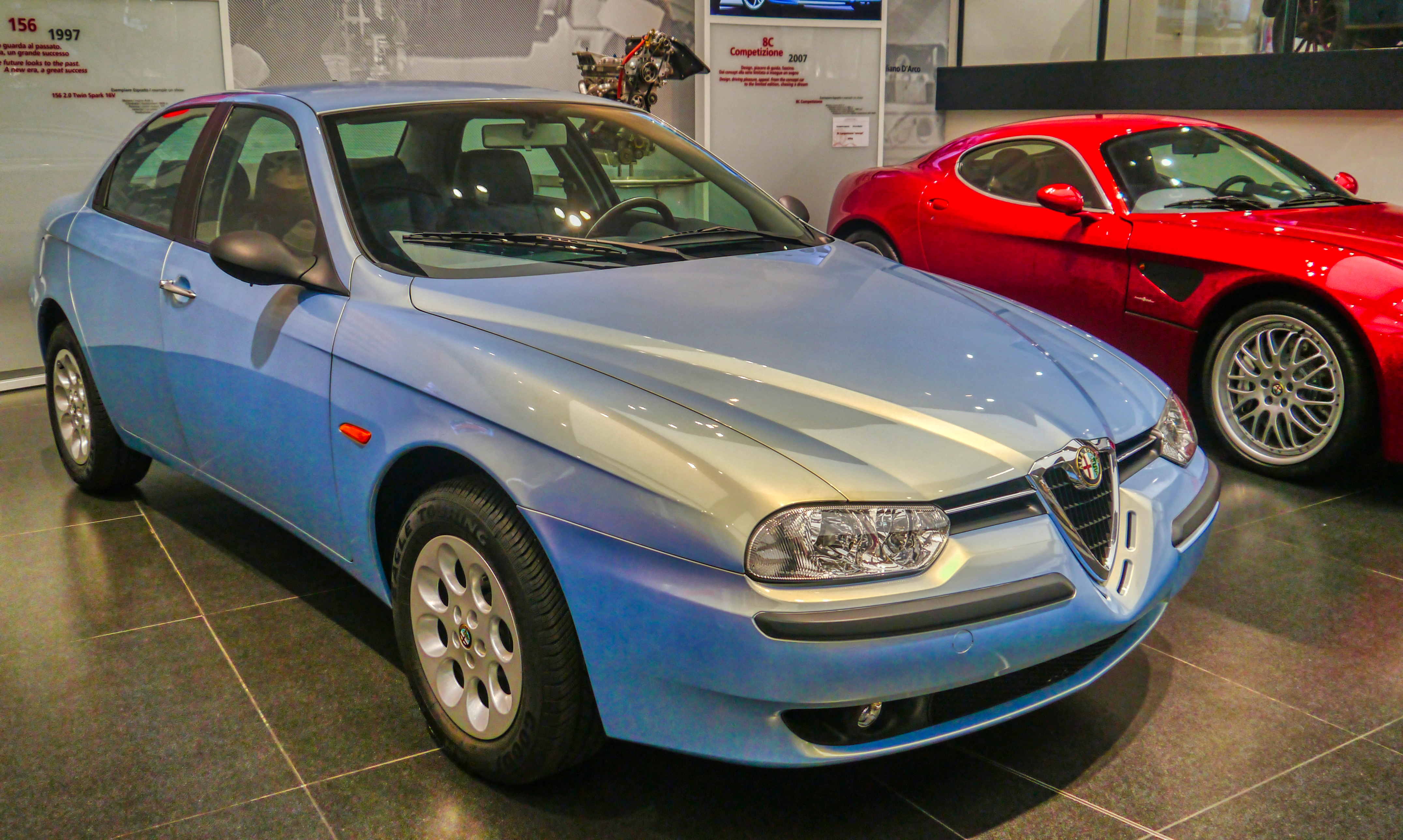
In primo piano un esemplare di Alfa Romeo 156 oggi conservato al museo storico Alfa Romeo di Arese

Con l'entrata a pieno regime della produzione di questi nuovi modelli la fabbrica di Pomigliano vive finalmente una stagione di rilancio, tale da consentire di accelerare lo studio per l'erede della 155, oramai prossima al pensionamento (il modello sarà tolto dal listino nel 1998 dopo soli 192.618 esemplari prodotti). Al suo posto verrà costruita a partire da fine 1997 l'Alfa Romeo 156, innovativa sotto tutti i contenuti, pur riproponendo nuovamente il concetto della trazione anteriore, tanto da ricevere l'ambito premio Auto dell'Anno 1998. Proposta in origine nella semplice carrozzeria berlina, grazie al suo successo la 156 verrà realizzata pure nella variante station wagon, chiamata 156 Sportwagon e presentata nel 2000; medesimo anno in cui viene assegnata all'impianto l'attività di assemblaggio della nuova media a due volumi Alfa Romeo 147, dapprincipio in veste di berlina 3 porte e dal 2001 anche 5 porte, riprendendo lo stesso family feeling di design della 156.
Dismessa la produzione della 145 e della 146, al fine di incrementare i volumi di vendita lo stabilimento di Pomigliano ospiterà dal 2003 la produzione dell'Alfa Romeo GT e dal 2005 quella dell'Alfa Romeo 159, la quale andrà progressivamente a sostituire la 156, comprendendo nel piano il debutto nel 2006 della sua variante station wagon, battezzata 159 Sportwagon.
In seguito alla riorganizzazione aziendale del 2007 Fiat Auto diventa Fiat Group Automobiles S.p.A. e l'Alfa-Lancia si tramutata in Alfa Romeo Automobiles S.p.A. In seguito a ciò, nel 2008, lo stabilimento è stato rinominato "Fiat Group Automobiles - Stabilimento Giambattista Vico".

### Gli anni duemiladieci e duemilaventi
Il 19 luglio 2010 Fiat cede la proprietà dello stabilimento ed i relativi rapporti contrattuali dei lavoratori alla controllata Fabbrica Italia Pomigliano. L'ultima vettura Alfa Romeo prodotta a Pomigliano risulterà essere la 159, il cui assemblaggio terminerà nel 2011. A partire da novembre dello stesso anno nello stabilimento sono state avviate le linee destinate alla produzione della nuova Fiat Panda. Al termine dei lavori di ammodernamento tecnologico dei reparti, concepiti ora secondo uno standard di Industria 4.0, attraverso l'adozione di nuovi sistemi di automazione del lavoro più all'avanguardia, nel 2012 lo stabilimento ha ottenuto la certificazione Silver nell'ambito della classificazione del World Class Manufacturing. Nel 2013, sempre il World Class Manufacturing, ha riconosciuto allo stabilimento la medaglia d'oro con rispettiva certificazione. Nel 2012 l'impianto si aggiudica l'Automotive Lean Production awards come miglior stabilimento d'Europa, premio riconosciutogli anche dalla WCM nel 2013. Nel medesimo anno la fabbrica è stata visitata dai tecnici della Volkswagen per studiare le tecnologie e l'efficienza dei processi di automazione industriale. Nel dicembre 2013, dopo aver già ottenuto la medaglia oro qualche mese prima, ha ottenuto il riconoscimento di livello "Gold" al WCM (World Class Manufacturing).
Il 1º marzo 2013, a seguito del fallimento del progetto industriale avviato da Fiat "Fabbrica Italia" la proprietà dello stabilimento torna a Fiat Group Automobiles. 
Il 1º agosto 2014, a Torino, nasce Fiat Chrysler Automobiles (Gruppo FCA), che riunisce in un'unica società di diritto olandese e con domicilio fiscale nel Regno Unito i due colossi dell'automobile: Fiat Group e Chrysler Group. Nel 2021, Fiat Chrysler Automobiles sigla un'alleanza con il Groupe PSA dando origine a Stellantis. Dal 2022 lo stabilimento di Pomigliano è tornato a produrre vetture Alfa Romeo, grazie al nuovo piano industriale avviato da Stellantis per la costruzione del SUV Tonale; nel medesimo impianto viene realizzato l'assemblaggio del SUV Dodge Hornet, destinato unicamente al mercato americano.

## Automobili prodotte

### Auto in produzione
| Foto | Marca      | Modello | Inizio produzione |
| ---- | ---------- | ------- | ----------------- |
|      | FIAT       | Panda   | 2011              |
|      | Alfa Romeo | Tonale  | 2022              |
|      | Dodge      | Hornet  | 2023              |

### Auto fuori produzione
| Foto | Marca       | Modello             | Inizio produzione | Fine produzione | Esemplari prodotti |
| ---- | ----------- | ------------------- | ----------------- | --------------- | ------------------ |
|      | Alfa Romeo  | Alfasud I           | 1972              | 1980            | 642.528            |
|      | Alfa Romeo  | Alfasud Giardinetta | 1975              | 1980            | 5.097              |
|      | Alfa Romeo  | Alfasud Sprint      | 1976              | 1989            | 121.184            |
|      | Alfa Romeo  | Alfasud II          | 1980              | 1984            | 203.904            |
|      | Alfa Romeo  | 33                  | 1983              | 1995            | 866.958            |
|      | Alfa Romeo  | 33 Giardinetta      | 1984              | 1995            | 122.366            |
|      | Autobianchi | Y10                 | 1987              | 1995            |                    |
|      | FIAT        | Tipo                | 1989              | 1990            |                    |
|      | Lancia      | Delta               | 1993              | Agosto 1994.    | 138.980            |
|      | Alfa Romeo  | 155                 | 1992              | 1998            | 191.949            |
|      | Alfa Romeo  | 145                 | 1994              | 2000            | 221.037            |
|      | Alfa Romeo  | 146                 | 1995              | 2000            | 233.295            |
|      | Alfa Romeo  | 156                 | 1997              | 2005            | 680.000            |
|      | Alfa Romeo  | 156 Sportwagon      | 2000              | 2007            |                    |
|      | Alfa Romeo  | 147                 | 2000              | 2010            | 651.823            |
|      | Alfa Romeo  | GT                  | 2003              | 2010            | 80.832             |
|      | Alfa Romeo  | 159                 | 2005              | 2011            | 247.661            |
|      | Alfa Romeo  | 159 Sportwagon      | 2006              | 2011            |                    |

## Trasporti

### Autostrade
- Napoli-Canosa Autostrada dei Due Mari - Inaugurata nel 1969 vi si trova uno svincolo dedicato alla città di Pomigliano d'Arco e quindi, attraverso una rampa di collegamento, direttamente allo stabilimento Fiat "Giambattista Vico".
- Milano-Napoli Autostrada del Sole - vi sono tre svincoli che portano allo stabilimento:
  -   Nola-Villa Literno Asse di Supporto - collega l'A1 alla  strada statale 162 dir del Centro Direzionale dove si trova lo svincolo "Pomigliano Zona Industriale" dedicato allo Stabilimento Fiat "Giambattista Vico".
  -   Acerra-Afragola Asse Mediano - L'Asse Mediano termina nella zona industriale di Pomigliano d'Arco, servendo quindi direttamente lo stabilimento Fiat "Giambattista Vico".
  -   Napoli-Canosa Autostrada dei Due Mari - Lo svincolo di Pomigliano d'Arco, prima uscita dell'A16 direzione Canosa, attraverso una rampa di collegamento, porta direttamente allo stabilimento Fiat "Giambattista Vico".

### Ferrovie
Nella metà degli anni ottanta venne creata una diramazione della ex Circumvesuviana che si diramava da Pomigliano, sulla linea Napoli-Baiano, e conduceva allo stabilimento. Tale linea conta due stazioni, Alfa Sud 2 e Alfa Sud 4; quest'ultima capolinea fino al 2006, anno in cui il tracciato venne prolungato fino ad Acerra. Le due stazioni furono rinominate successivamente in Alfa Lancia 2 ed Alfa Lancia 4. Attualmente la linea è temporaneamente senza traffico.